# Aurel Sîntimbrean
Aurel Sîntimbrean (n. 3 ianuarie 1931, Sântimbru, Alba, România – d. 20 mai 2020, Sântimbru, Alba, România) a fost un inginer geolog român. Născut într-o familie de țărani, tatăl său a fost trimis la Canal de către comuniști, ceea ce i-a creat probleme în facultate. A studiat la Cluj. Înainte de Revoluția din 1989, a fost pentru peste 20 de ani conducătorul tehnic al exploatării de la Roșia Montană.
A publicat câteva cărți critice despre exploatarea plănuită de Roșia Montană Gold Corporation.